# Hypokrenal
Hypokrenal – odpływowa część źródliska, strefa w podziale wód płynących, część krenalu, znajdująca się poniżej eukrenalu. Poniżej hypokrenalu znajduje się strefa górnego strumienia – epirhitral. Duży wpływ na funkcjonowanie ekologiczne hypokrenatu ma środowisko bezpośredniego sąsiedztwa, zwłaszcza obecność nadbrzeżnych drzew, które dostarczają detrytusu jako głównej bazy pokarmowej. Z hypokrenalem związanych jest wiele owadów wodnych, przystosowanych do konsumpcji jesiennego opadu liści.